# FC Winterthur/Saison 2016/17
Dieser Artikel hat den FC Winterthur in der Saison 2016/17 zum Thema. Der FC Winterthur spielte in dieser Saison in der Challenge League, die er auf dem 6. Platz abschloss, nachdem er in der Rückrunde zwischenzeitlich den letzten Platz belegt hatte. Im Schweizer Cup schoss der FCW als Aussenseiter den BSC Young Boys im Viertelfinal aus dem Cup und schied im anschliessenden Halbfinal gegen den FC Basel aus.

## Saisonverlauf

### Vorbereitung

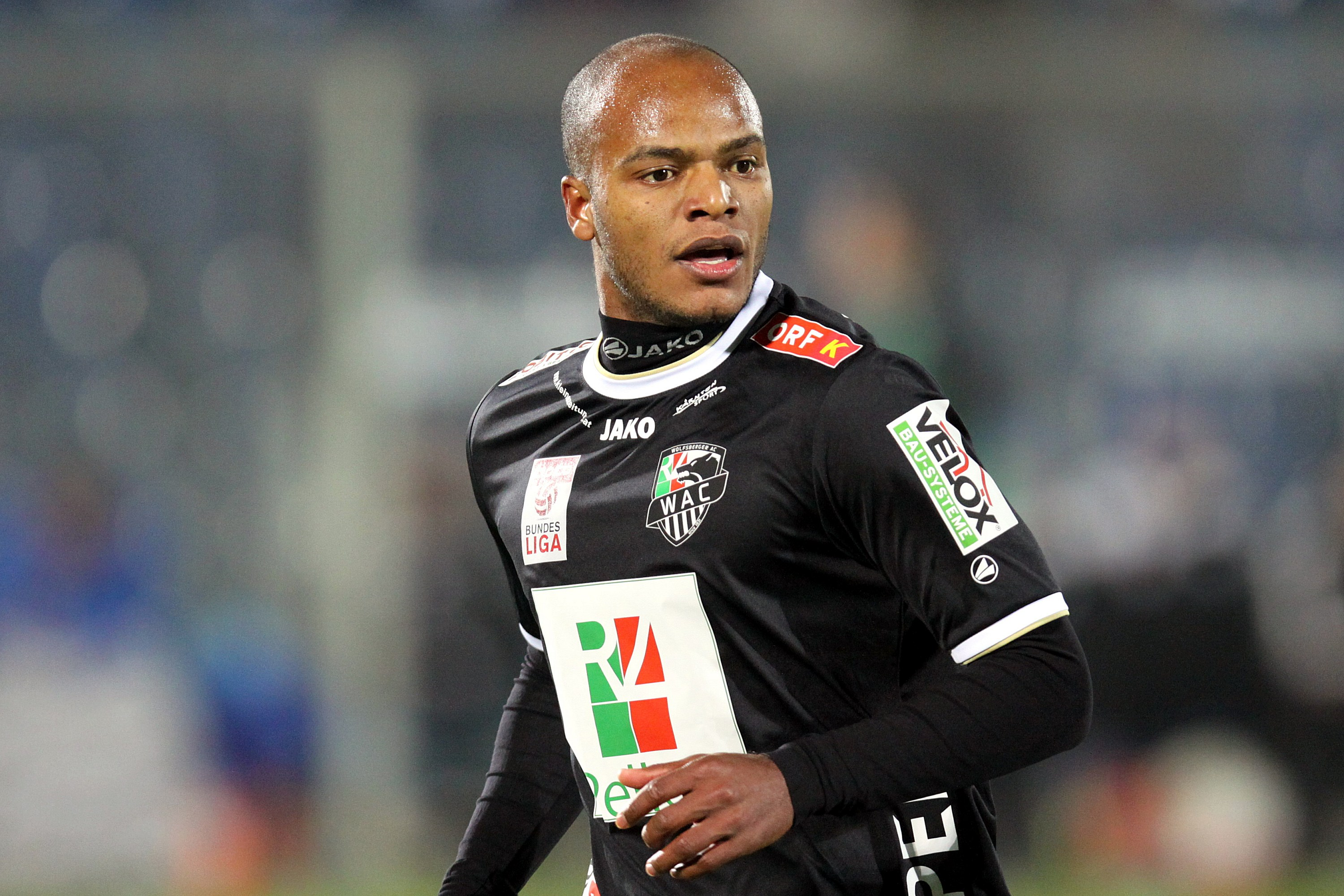
Silvio im Dress des Wolfsberger AC

Nach der eher mässigen vorhergehenden Saison kam es zu Beginn der neuen Saison zu einer Auswechslung eines Grossteils der Mannschaft. Bereits Ende vorherige Saison waren diverse Abgänge bekannt, neben dem altgedienten Stürmer Patrick Bengondo verliessen auch Ramon Cecchini, Claudio Holenstein, Marco Köfler, Musa Araz und Christian Fassnacht den Verein. Weitere Abgänge, die im Verlauf der Vorbereitung bekannt wurden, waren der zweite langjährige Offensivspieler João Paiva, der einen Vertrag zu schlechteren Bedingungen ausschlug, Tunahan Çiçek, der in die zweithöchste türkische Liga zu Boluspor wechselte, sowie das Duo Sandro Foschini und Sead Hajrović, die den Verein beide Richtung Wohlen verliessen. Vor Trainingsstart am 16. Juni waren bereits die Verpflichtungen des Offensivspielers Romain Dessarzin von Lausanne-Sport, des «Sechser» Krešo Ljubičić, ehemals Captain des konkursiten FC Biel, und von Nicola Sutter bekannt, der auf Leihbasis für ein Jahr von Thun nach Winterthur kam. Am zweiten Trainingstag unterschrieb der Aussenverteidiger Leandro Di Gregorio einen neuen Vertrag.
Die ersten Testspiele im Juni trug der FCW gegen den FC Rapperswil-Jona (2:2-Unentschieden), den FC Luzern und den SC Cham (je ein 4:2-Sieg) aus und testete auch in diesen ausgiebig weitere Spieler. Für die Offensive wurden Jordi Nsiala (Oberwallis Naters, 1. Liga), der aus Vaduz kommende Manuel Sutter sowie leihweise Luka Sliskovic verpflichtet. Letzte Verpflichtung in der Offensive war schliesslich der aus Österreich kommende brasilianische Stürmer Silvio. In der Defensive wurden der aus St. Gallen kommende Daniele Russo und der Rückkehrer Luca Radice verpflichtet, der bereits 2006 bis 2013 für Winterthur gespielt hatte. Ebenfalls ist Genc Krasniqi noch zu erwähnen, der trotz gültigem Vertrag in den Planungen von Trainer Sven Christ zwar keine Rolle mehr spielte: Er zog sich bei einem Testspiel mit den Stuttgarter Kickers einen Kreuzbandriss zu, wodurch ein Transfer zum Verein scheiterte. Weitere Testspiele im Juli wurden gegen den SC Brühl St. Gallen (2:0-Sieg), 1. FC Nürnberg (1:5-Niederlage), YF Juventus Zürich (3:2-Sieg) und FC Tuggen (0:2-Niederlage) ausgetragen. Als zweitletztes Testspiel trug der FCW am 18. Juni zudem noch ein Freundschaftsspiel gegen den FC United of Manchester aus, die «Red Rebels» gaben damit nach 2014 ein zweites Mal ein Gastspiel auf der Schützenwiese. Der FCW gewann 4:2. Am Ende der Vorbereitung umfasste die Mannschaft über zehn neue Spieler, die Transferwünsche des Trainers wurden damit gemäss seiner eigenen Aussage erfüllt.

### Hinrunde

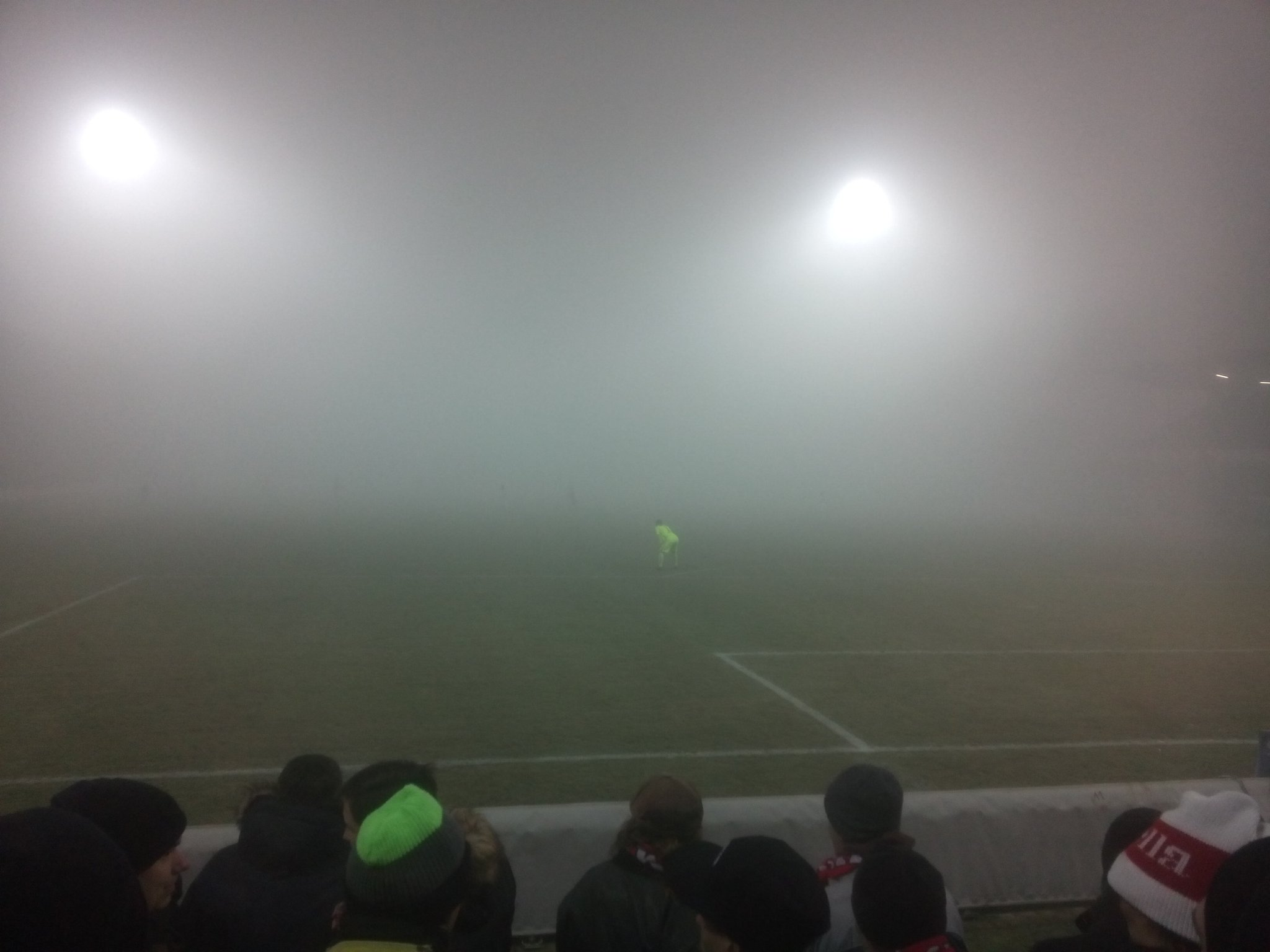
Die schlechte Sicht während des Nebelderbys auf der Schützenwiese

Der FC Winterthur startete mit einem Auswärtsspiel mit einem fast völlig erneuerten Kader in die neue Saison, beim Startspiel vor 13'704 Zuschauern im Letzigrund gegen den Absteiger FC Zürich spielten lediglich vier Spieler der Startformation voriges Jahr bereits für die Winterthurer. In der ersten Hälfte der Hinrunde bot der FCW mit vier Siegen, drei Niederlagen und zwei Unentschieden eine Leistung im Ligadurchschnitt und belegte dementsprechend nach der 9. Runde den 5. Platz, er blieb zuletzt sogar in fünf Ligaspielen in Folge ungeschlagen. Danach ging es jedoch abwärts: In den restlichen neun Spielen konnten die Winterthurer mit vier Unentschieden lediglich vier Punkte holen, fielen damit auf den 8. Platz zurück und mussten mit nur fünf Punkten Polster auf den Tabellenletzten FC Schaffhausen in die Winterpause. Offensiv war der FCW im zweiten Meisterschaftsviertel auch kaum mehr gefährlich, seit dem 3:2-Sieg in der 9. Runde gegen Genf konnte der FCW in keinem Spiel mehr als ein Tor für sich verbuchen.
Die Hinrunde beendete der FCW mit dem Heimderby gegen den FC Zürich, das den Zuschauern der ausverkauften Schützenwiese wegen des dichten Nebels vor allem als «Nebelderby» in Erinnerung bleiben wird. Bezogen auf dieses Spiel liess der FIFA-Präsident Gianni Infantino im Hinblick auf die gleichzeitig ausgetragene Klub-WM in Japan gegenüber dem Blick verlauten, dass jene neben dem Spiel zwischen Winterthur und Zürich untergehe.
Besser sah die Bilanz immerhin im Schweizer Cup aus: Dort stand der Verein aus der Eulachstadt nach Siegen gegen Yverdon Sports, FC Stade Lausanne-Ouchy und den FC Chiasso im Cup-Viertelfinal.

### Rückrunde
In die Vorbereitung zur Rückrunde startete der FCW bereits mit seinem ersten neuen Spieler, dem Basler U21-Nationalspieler Arxhend Cani, einem offensiven Mittelfeldspieler. Als weitere Verstärkungen wurden im Verlauf der Vorbereitung der Stürmer Rafhinha vom SC Brühl St. Gallen und Zlatko Hebib in der Innenverteidigung verpflichtet, der zuletzt für den zwangsrelegierten FC Biel gespielt hatte. Die Testspielbilanz war mit je 3 Siegen und Niederlagen ausgeglichen.
Der Start in die Rückrunde misslang dem FCW jedoch völlig, er verlor das Startspiel gegen den Tabellenneunten FC Chiasso sowie das Spiel gegen den Tabellendritten Servette Genf mit jeweils 1:4, und der Vorsprung auf das Schlusslicht Schaffhausen schmolz auf noch einen Punkt. In Reaktion darauf trennte sich der Verein von Trainer Sven Christ, wobei der Verein betonte, dass ausschliesslich sportliche Gründe zur Entlassung Christs geführt hätten. Für ihn übernahm vorerst als Interims- und später auch als definitive Lösung das Trainerduo Umberto Romano (bisher U18-Trainer) und Dario Zuffi (U21-Trainer) die Führung der 1. Mannschaft. Diese beiden hatten die 1. Mannschaft bereits in der vorhergehenden Saison während zweier Spiele vor der Winterpause interimsmässig geführt. Das Startspiel unter dem neuen Duo glückte der Mannschaft mit einem nach der Halbzeit gewendeten 2:1-Sieg gegen den FC Wohlen, danach folgte jedoch beim Eröffnungsspiel des LIPO-Parks gegen den FC Schaffhausen eine knappe Niederlage in der gleichen Höhe. Besser lief es den Winterthurern im Schweizer Cup gegen den Tabellenzweiten der Super League, den BSC Young Boys: Winterthur konnte einen 0:2-Rückstand in der zweiten Halbzeit aufholen und bezwang am Ende den Gastgeber im Stade de Suisse dank einem gehaltenen Penalty von Matthias Minder im Penaltyschiessen.
Trotz des Halbfinaleinzugs musste Winterthur jedoch nach einer 0:1-Niederlage auswärts gegen den FC Le Mont-sur-Lausanne die rote Laterne entgegennehmen. Dort verblieb der FCW während fünf Runden, zeigte jedoch auch mit seinen nachfolgenden Leistungen gegen Teams der Tabellenspitze, dass er hier sportlich nicht hingehört. Zwar verlor er im nächsten Spiel gegen den Tabellenzweiten Neuchâtel Xamax noch mit 0:1, konnte jedoch im nachfolgenden Spiel dem klaren Tabellenleader FC Zürich im Letzigrund ein 2:2 abtrotzen. Dieses Spiel veranlasste auch FCZ-Trainer Uli Forte zur Aussage, dass der FCW nicht absteigen werde, wenn er so weiterspiele. Es folgte noch ein weiteres 1:1-Unentschieden gegen Wil, bevor der FCW als Tabellenletzter der Challenge League den einsamen Leader der Super League, den FC Basel, zum Cuphalbfinal empfing. Das Spiel konnte der Meister aus Basel zwar erwartungsgemäss mit 3:1 für sich entscheiden, jedoch musste der FCB sich den Sieg bis zum Schluss erzittern, und wie bereits bei der gleichlautenden Halbfinalpartie in der vor fünf Jahren sorgte wieder ein umstrittener Penaltyentscheid von Schiedsrichter Sascha Amhof für Diskussionen: Dieser pfiff beim Stand von 0:0 einen Penalty für den FC Basel, obwohl der Winterthurer Captain Patrick Schuler den Ball zuerst gespielt hatte.
Nach dem Cup-Aus im Halbfinal folgte in der Meisterschaft eine Siegesserie von vier Spielen, mit der sich der FCW schliesslich wieder vom Tabellenende lösen konnte. Auch der Rest der Meisterschaft ging für den FCW mit zwei Siegen und drei Niederlagen noch ruhig zu Ende, nicht zuletzt auch, da diese ein weiteres Mal nicht auf sportlichem Weg entschieden wurde, weil der FC Le Mont-sur-Lausanne nicht gegen die erstinstanzliche Lizenzverweigerung rekurrierte und schliesslich als Neuntplatzierter abstieg; der FCW beendete die Meisterschaft auf Platz 6 mit sieben Punkten Vorsprung auf den Tabellenletzten aus Wil. Versöhnlich endete die Meisterschaft gegen den FC Chiasso auch für den zurücktretenden Michel Avanzini und den jahrelang für den FCW spielenden Captain Patrick Schuler, die beide in ihrem letzten Spiel auf der Schützenwiese nochmals ein Tor schossen.
Zur Saisonbilanz titelte Der Landbote, dass die Lücke zur Spitze immer grösser werde. Der sportliche Umbruch im letzten Sommer sei nicht gelungen, und zu viele Transfers seien missglückt. Auch hatte der Verein ein Jahr nach dem Rücktritt von Hannes W. Keller weiterhin keinen neuen Präsidenten.

## Kader
Kader, basierend auf Angaben der Website der Swiss Football League (SFL), abgerufen am 30. Dezember 2016 und 8. Juni 2017
| Nummer     | Spieler             | Geburtstag         | Nationalität | Im Team seit | Letzter Verein              |     |     |
| Tor        | Tor                 | Tor                | Tor          | Tor          | Tor                         | Tor | Tor |
| ---------- | ------------------- | ------------------ | ------------ | ------------ | --------------------------- | --- | --- |
| 1          | Matthias Minder     | 3. Februar 1993    | Schweiz      | 2012         | eigene Jugend               |     |     |
| 18         | Yannick Bünzli      | 31. Dezember 1994  | Schweiz      | 2014         | eigene Jugend               |     |     |
| 26         | David von Ballmoos  | 30. Dezember 1994  | Schweiz      | 2015         | BSC Young Boys U21          |     |     |
| 36         | Joël Zimmerli       | 5. Februar 1997    | Schweiz      | 2016         | eigene Jugend               |     |     |
| Abwehr     |                     |                    |              |              |                             |     |     |
| 3          | Tobias Schättin     | 5. Juni 1997       | Schweiz      | 2014         | eigene Jugend               |     |     |
| 5          | Guillaume Katz      | 14. Februar 1989   | Schweiz      | 2015         | FC Lausanne-Sport           |     |     |
| 6          | Michel Avanzini     | 28. März 1989      | Schweiz      | 2015         | Servette FC Genève          |     |     |
| 14         | Patrik Schuler      | 14. März 1990      | Schweiz      | 2009         | eigene Jugend               |     |     |
| 20         | Zlatko Hebib        | 28. Dezember 1990  | Schweiz      | 2017         | FC Biel                     |     |     |
| 25         | Julian Roth         | 14. März 1998      | Schweiz      | 2016         | eigene Jugend               |     |     |
| 29         | Gianluca Calbucci   | 5. November 1996   | Schweiz      | 2016         | eigene Jugend               |     |     |
| 31         | Marc Schmid         | 28. Januar 1999    | Schweiz      | 2016         | eigene Jugend               |     |     |
| 33         | Daniele Russo       | 3. November 1985   | Schweiz      | 2016         | FC St. Gallen               |     |     |
| 77         | Leandro Di Gregorio | 8. März 1992       | Schweiz      | 2016         | FC Zürich                   |     |     |
| Mittelfeld |                     |                    |              |              |                             |     |     |
| 8          | Krešo Ljubičić      | 26. September 1988 | Kroatien     | 2016         | FC Biel                     |     |     |
| 10         | Robin Kamber        | 15. Februar 1996   | Schweiz      | 2016         | FC Vaduz                    |     |     |
| 13         | Gianluca D’Angelo   | 13. März 1991      | Schweiz      | 2013         | AC Bellinzona               |     |     |
| 16         | Luca Radice         | 9. April 1987      | Italien      | 2016         | FC Aarau                    |     |     |
| 20         | Sandro Stalder      | 20. April 1996     | Schweiz      | 2016         | eigene Jugend               |     |     |
| 21         | Marco Mangold       | 7. April 1987      | Schweiz      | 2015         | FC Thun                     |     |     |
| 22         | Karim Gazzetta      | 1. April 1995      | Schweiz      | 2016         | Servette Genf               |     |     |
| 23         | Romain Dessarzin    | 9. November 1993   | Schweiz      | 2016         | FC Lausanne-Sport           |     |     |
| 24         | Rafhinha            | 2. März 1992       | Österreich   | 2017         | SC Brühl St. Gallen         |     |     |
| 28         | Tiziano Lanza       | 3. Mai 1995        | Schweiz      | 2014         | eigene Jugend               |     |     |
| 29         | Gianluca Frontino   | 29. November 1989  | Schweiz      | 2017         | FC Schaffhausen             |     |     |
| 30         | Marco Trachsel      | 2. August 1996     | Schweiz      | 2015         | Grasshopper Club Zürich U21 |     |     |
| 30         | Arxhend Cani        | 2. August 1997     | Schweiz      | 2017         | FC Basel U21                |     |     |
| 34         | Nicola Sutter       | 8. Mai 1995        | Schweiz      | 2016         | FC Thun                     |     |     |
| Angriff    |                     |                    |              |              |                             |     |     |
| 7          | Luka Sliskovic      | 4. April 1995      | Österreich   | 2016         | FC Biel                     |     |     |
| 9          | Manuel Sutter       | 8. März 1991       | Österreich   | 2016         | FC Vaduz                    |     |     |
| 11         | Silvio              | 1. Februar 1985    | Brasilien    | 2016         | Wolfsberger AC              |     |     |
| 45         | Jordi Nsiala        | 4. Mai 1994        | Schweiz      | 2016         | FC Oberwallis Naters        |     |     |

## Transfers
Transfers, basierend unter anderem auf Angaben der Website der Swiss Football League (SFL), abgerufen am 8. Juni 2017
| Zugänge             | Zugänge                 | Zugänge              | Zugänge         |
| Name                | abgebender Verein       | Transferart          | Transferperiode |
| ------------------- | ----------------------- | -------------------- | --------------- |
| Gianluca Calbucci   | FC Winterthur U21       | eigene Jugend        | Sommer 2016     |
| Romain Dessarzin    | FC Lausanne-Sport       | ablösefrei           | Sommer 2016     |
| Leandro Di Gregorio | FC Zürich               | ablösefrei           | Sommer 2016     |
| Karim Gazzetta      | Servette Genf           | Leihe                | Sommer 2016     |
| Robin Kamber        | FC Vaduz                | Leihe                | Sommer 2016     |
| Tiziano Lanza       | FC Winterthur U21       | eigene Jugend        | Sommer 2016     |
| Krešo Ljubičić      | FC Biel                 | ablösefrei           | Sommer 2016     |
| Jordi Nsiala        | FC Oberwallis Naters    | ablösefrei           | Sommer 2016     |
| Luca Radice         | FC Aarau                | ablösefrei           | Sommer 2016     |
| Julian Roth         | FC Winterthur U21       | eigene Jugend        | Sommer 2016     |
| Daniele Russo       | FC St. Gallen           | ablösefrei           | Sommer 2016     |
| Marc Schmid         | FC Winterthur U21       | eigene Jugend        | Sommer 2016     |
| Carlos Silvio       | Wolfsberger AC          | ablösefrei           | Sommer 2016     |
| Luka Sliskovic      | FC Biel                 | Leihe (FC Luzern)    | Sommer 2016     |
| Sandro Stalder      | FC Winterthur U21       | eigene Jugend        | Sommer 2016     |
| Manuel Sutter       | FC Vaduz                | Transfer             | Sommer 2016     |
| Nicola Sutter       | FC Thun                 | Leihe                | Sommer 2016     |
| Arxhend Cani        | FC Basel U21            | Leihe                | Winter 2017     |
| Gianluca Frontino   | FC Schaffhausen         | Leihe (FC Thun)      | Winter 2017     |
| Zlatko Hebib        | FC Biel                 | ablösefrei           | Winter 2017     |
| Rafhinha            | SC Brühl St. Gallen     | ablösefrei           | Winter 2017     |
| Abgänge             |                         |                      |                 |
| Name                | aufnehmender Verein     | Transferart          | Transferperiode |
| Musa Araz           | FC Lausanne-Sport       | Leihende (FC Basel)  | Sommer 2016     |
| Patrick Bengondo    | FC Le Mont-sur-Lausanne | ablösefrei           | Sommer 2016     |
| Ramon Cecchini      | FC Vaduz                | Leihende             | Sommer 2016     |
| Tunahan Çiçek       | Boluspor                | ablösefrei           | Sommer 2016     |
| Jan Elvedi          | SC Cham                 | Leihe                | Sommer 2016     |
| Christian Fassnacht | FC Thun                 | Transfer             | Sommer 2016     |
| Sandro Foschini     | FC Wohlen               | ablösefrei           | Sommer 2016     |
| Sead Hajrović       | FC Wohlen               | ablösefrei           | Sommer 2016     |
| Claudio Holenstein  | FC Wacker Innsbruck     | Leihende (FC Luzern) | Sommer 2016     |
| Dennis Iapichino    | Robur Siena             | Leihende (FC Basel)  | Sommer 2016     |
| Marco Köfler        | vereinslos              | ablösefrei           | Sommer 2016     |
| Stefano Milani      | FC United Zürich        | ablösefrei           | Sommer 2016     |
| João Paiva          | FC United Zürich        | ablösefrei           | Sommer 2016     |
| Genc Krasniqi       | FC Rapperswil-Jona      | Leihe                | Winter 2017     |
| Nicola Sutter       | FC Thun                 | Leihende             | Winter 2017     |
| Marco Trachsler     | SC Cham                 | ablösefrei           | Winter 2017     |

## Resultate

### Challenge League

#### Hinrunde
| 25. Juli 2016, 19:45 Uhr 1. Runde | FC Zürich                | 2:0            | FC Winterthur | Letzigrund, Zürich Zuschauer: 13'704 Schiedsrichter: Pache |
| 25. Juli 2016, 19:45 Uhr 1. Runde | Rodríguez 12′ Sadiku 82′ | Spieltelegramm |               | Letzigrund, Zürich Zuschauer: 13'704 Schiedsrichter: Pache |

| 30. Juli 2016, 17:45 Uhr 2. Runde | FC Winterthur | 1:2            | FC Aarau                    | Stadion Schützenwiese, Winterthur Zuschauer: 3'000 Schiedsrichter: Fähndrich |
| 30. Juli 2016, 17:45 Uhr 2. Runde | Radice 20′    | Spieltelegramm | 17′ Ciarrocchi 50′ Wüthrich | Stadion Schützenwiese, Winterthur Zuschauer: 3'000 Schiedsrichter: Fähndrich |

| 6. August 2016, 19:00 Uhr 3. Runde | FC Chiasso | 0:1            | FC Winterthur | Stadio Comunale, Chiasso Zuschauer: 650 Schiedsrichter: Ovcharov |
| 6. August 2016, 19:00 Uhr 3. Runde |            | Spieltelegramm | 82′ Mangold   | Stadio Comunale, Chiasso Zuschauer: 650 Schiedsrichter: Ovcharov |

| 10. August 2016, 19:45 Uhr 4. Runde | FC Winterthur | 0:1            | Neuchâtel Xamax | Stadion Schützenwiese, Winterthur Zuschauer: 2'700 Schiedsrichter: Schärli |
| 10. August 2016, 19:45 Uhr 4. Runde |               | Spieltelegramm | 56′ Teixeira    | Stadion Schützenwiese, Winterthur Zuschauer: 2'700 Schiedsrichter: Schärli |

| 21. August 2016, 15:00 Uhr 5. Runde | FC Winterthur | 1:0            | FC Wohlen | Stadion Schützenwiese, Winterthur Zuschauer: 2'500 Schiedsrichter: Jancevski |
| 21. August 2016, 15:00 Uhr 5. Runde | M. Sutter 43′ | Spieltelegramm |           | Stadion Schützenwiese, Winterthur Zuschauer: 2'500 Schiedsrichter: Jancevski |

| 28. August 2016, 15:00 Uhr 6. Runde | FC Le Mont-sur-Lausanne | 1:1            | FC Winterthur | Stade Sous-Ville, Baulmes Zuschauer: 550 Schiedsrichter: Gut |
| 28. August 2016, 15:00 Uhr 6. Runde | Sessolo 62′             | Spieltelegramm | 90+2′ Silvio  | Stade Sous-Ville, Baulmes Zuschauer: 550 Schiedsrichter: Gut |

| 12. September 2016, 19:45 Uhr 7. Runde | FC Winterthur                 | 3:0            | FC Wil | Stadion Schützenwiese, Winterthur Zuschauer: 3'000 Schiedsrichter: Dudic |
| 12. September 2016, 19:45 Uhr 7. Runde | Silvio 45′, 56′ M. Sutter 58′ | Spieltelegramm |        | Stadion Schützenwiese, Winterthur Zuschauer: 3'000 Schiedsrichter: Dudic |

| 22. September 2016, 19:45 Uhr 8. Runde | FC Schaffhausen      | 2:2            | FC Winterthur            | Stadion Breite, Schaffhausen Zuschauer: 1'950 Schiedsrichter: Gut |
| 22. September 2016, 19:45 Uhr 8. Runde | Gül 10′ Demhasaj 38′ | Spieltelegramm | 63′ Kamber 87′ M. Sutter | Stadion Breite, Schaffhausen Zuschauer: 1'950 Schiedsrichter: Gut |

| 26. September 2016, 19:45 Uhr 9. Runde | FC Winterthur                                    | 3:2            | Servette FC Genève | Stadion Schützenwiese, Winterthur Zuschauer: 2'900 Schiedsrichter: Fähndrich |
| 26. September 2016, 19:45 Uhr 9. Runde | Dessarzin 24′ Kamber 59′ Sliskovic 85′ (Penalty) | Spieltelegramm | 4′, 38′ Nsame      | Stadion Schützenwiese, Winterthur Zuschauer: 2'900 Schiedsrichter: Fähndrich |

| 1. Oktober 2016, 19:00 Uhr 10. Runde | Neuchâtel Xamax                                       | 4:1            | FC Winterthur | La Maladière, Neuenburg Zuschauer: 2'304 Schiedsrichter: Horisberger |
| 1. Oktober 2016, 19:00 Uhr 10. Runde | Witschi 53′ Nuzzolo 64′ (Penalty), 72′ Sejmenović 71′ | Spieltelegramm | 34′ Silvio    | La Maladière, Neuenburg Zuschauer: 2'304 Schiedsrichter: Horisberger |

| 15. Oktober 2016, 17:45 Uhr 11. Runde | FC Winterthur | 1:1            | FC Chiasso | Stadion Schützenwiese, Winterthur Zuschauer: 2'500 Schiedsrichter: al-Marri |
| 15. Oktober 2016, 17:45 Uhr 11. Runde | Katz 7′       | Spieltelegramm | 53′ Mujic  | Stadion Schützenwiese, Winterthur Zuschauer: 2'500 Schiedsrichter: al-Marri |

| 23. Oktober 2016, 15:00 Uhr 12. Runde | FC Wil                                                    | 5:1            | FC Winterthur | IGP Arena, Wil Zuschauer: 1'360 Schiedsrichter: Erlachner |
| 23. Oktober 2016, 15:00 Uhr 12. Runde | Ozokwo 20′, 46′ Karasausks 38′ Nganga 74′ Spielmann 90+3′ | Spieltelegramm | 69′ Schäppi   | IGP Arena, Wil Zuschauer: 1'360 Schiedsrichter: Erlachner |

| 30. Oktober 2016, 15:00 Uhr 13. Runde | FC Aarau    | 1:1            | FC Winterthur | Stadion Brügglifeld, Suhr Zuschauer: 3'780 Schiedsrichter: Tschudi |
| 30. Oktober 2016, 15:00 Uhr 13. Runde | Rossini 76′ | Spieltelegramm | 64′ M. Sutter | Stadion Brügglifeld, Suhr Zuschauer: 3'780 Schiedsrichter: Tschudi |

| 5. November 2016, 17:45 Uhr 14. Runde | FC Winterthur  | 0:0 | FC Le Mont-sur-Lausanne | Stadion Schützenwiese, Winterthur Zuschauer: 1'600 Schiedsrichter: Schärer |
| 5. November 2016, 17:45 Uhr 14. Runde | Spieltelegramm |     |                         | Stadion Schützenwiese, Winterthur Zuschauer: 1'600 Schiedsrichter: Schärer |

| 19. November 2016, 15:00 Uhr 15. Runde | FC Wohlen | 1:0            | FC Winterthur | Niedermatten, Wohlen Zuschauer: 715 Schiedsrichter: Schärli |
| 19. November 2016, 15:00 Uhr 15. Runde | Pacar 27′ | Spieltelegramm |               | Niedermatten, Wohlen Zuschauer: 715 Schiedsrichter: Schärli |

| 27. November 2016, 15:00 Uhr 16. Runde | FC Winterthur | 0:1            | FC Schaffhausen | Stadion Schützenwiese, Winterthur Zuschauer: 3'100 Schiedsrichter: Jancevski |
| 27. November 2016, 15:00 Uhr 16. Runde |               | Spieltelegramm | 84′ Tadic       | Stadion Schützenwiese, Winterthur Zuschauer: 3'100 Schiedsrichter: Jancevski |

| 3. Dezember 2016, 19:00 Uhr 17. Runde | Servette FC Genève | 1:1            | FC Winterthur | Stade de Genève, Lancy Zuschauer: 1'716 Schiedsrichter: Pache |
| 3. Dezember 2016, 19:00 Uhr 17. Runde | von Ballmoos 83′   | Spieltelegramm | 10′ Le Pogam  | Stade de Genève, Lancy Zuschauer: 1'716 Schiedsrichter: Pache |

| 12. Dezember 2016, 19:45 Uhr 18. Runde | FC Winterthur | 0:2            | FC Zürich                  | Stadion Schützenwiese, Winterthur Zuschauer: 9'400 (ausverkauft) Schiedsrichter: Hänni |
| 12. Dezember 2016, 19:45 Uhr 18. Runde |               | Spieltelegramm | 65′ Winter 90+8′ Rodríguez | Stadion Schützenwiese, Winterthur Zuschauer: 9'400 (ausverkauft) Schiedsrichter: Hänni |

#### Rückrunde
| 4. Februar 2017, 17:45 Uhr 19. Runde | FC Chiasso                               | 4:1            | FC Winterthur | Stadio Comunale, Chiasso Zuschauer: 460 Schiedsrichter: Erlachner |
| 4. Februar 2017, 17:45 Uhr 19. Runde | Mujic 30′ Belometti 38′ Marzouk 49′, 85′ | Spieltelegramm | 4′ Silvio     | Stadio Comunale, Chiasso Zuschauer: 460 Schiedsrichter: Erlachner |

| 11. Februar 2017, 17:45 Uhr 20. Runde | FC Winterthur | 1:4            | Servette FC Genève                      | Stadion Schützenwiese, Winterthur Zuschauer: 2'000 Schiedsrichter: Dudic |
| 11. Februar 2017, 17:45 Uhr 20. Runde | Silvio 86′    | Spieltelegramm | 9′ (Penalty), 23′, 56′ Nsame 52′ Delley | Stadion Schützenwiese, Winterthur Zuschauer: 2'000 Schiedsrichter: Dudic |

| 20. Februar 2017, 19:45 Uhr 21. Runde | FC Winterthur                      | 2:1            | FC Wohlen     | Stadion Schützenwiese, Winterthur Zuschauer: 1'800 Schiedsrichter: Gut |
| 20. Februar 2017, 19:45 Uhr 21. Runde | Sliskovic 66′ Silvio 75′ (Penalty) | Spieltelegramm | 38′ Castroman | Stadion Schützenwiese, Winterthur Zuschauer: 1'800 Schiedsrichter: Gut |

| 25. Februar 2017, 19:00 Uhr 22. Runde | FC Schaffhausen                 | 2:1            | FC Winterthur          | LIPO Park, Schaffhausen Zuschauer: 7'700 Schiedsrichter: Jaccottet |
| 25. Februar 2017, 19:00 Uhr 22. Runde | Demhasaj 50′ (Penalty) Lang 79′ | Spieltelegramm | 90+4′ (Penalty) Silvio | LIPO Park, Schaffhausen Zuschauer: 7'700 Schiedsrichter: Jaccottet |

| 5. März 2017, 15:00 Uhr 23. Runde | FC Le Mont-sur-Lausanne | 1:0            | FC Winterthur | Stade Sous-Ville, Baulmes Zuschauer: 450 Schiedsrichter: Gut |
| 5. März 2017, 15:00 Uhr 23. Runde | Sessolo 11′             | Spieltelegramm |               | Stade Sous-Ville, Baulmes Zuschauer: 450 Schiedsrichter: Gut |

| 12. März 2017, 15:00 Uhr 24. Runde | FC Winterthur | 0:1            | Neuchâtel Xamax      | Stadion Schützenwiese, Winterthur Zuschauer: 4'800 Schiedsrichter: Jancevski |
| 12. März 2017, 15:00 Uhr 24. Runde |               | Spieltelegramm | 4′ (Penalty) Nuzzolo | Stadion Schützenwiese, Winterthur Zuschauer: 4'800 Schiedsrichter: Jancevski |

| 18. März 2017, 19:00 Uhr 25. Runde | FC Zürich        | 2:2            | FC Winterthur         | Stadion Letzigrund, Zürich Zuschauer: 10'260 Schiedsrichter: Hänni |
| 18. März 2017, 19:00 Uhr 25. Runde | Dwamena 73′, 86′ | Spieltelegramm | 39′ Radice 75′ Sutter | Stadion Letzigrund, Zürich Zuschauer: 10'260 Schiedsrichter: Hänni |

| 1. April 2017, 17:45 Uhr 26. Runde | FC Winterthur | 1:1            | FC Wil    | Stadion Schützenwiese, Winterthur Zuschauer: 3'100 Schiedsrichter: Gut |
| 1. April 2017, 17:45 Uhr 26. Runde | Radice 62′    | Spieltelegramm | 10′ Fazli | Stadion Schützenwiese, Winterthur Zuschauer: 3'100 Schiedsrichter: Gut |

| 9. April 2017, 15:00 Uhr 27. Runde | FC Aarau                 | 2:3            | FC Winterthur                     | Stadion Brügglifeld, Suhr Zuschauer: 3'329 Schiedsrichter: Schnyder |
| 9. April 2017, 15:00 Uhr 27. Runde | Ciarrocchi 46′ Garat 85′ | Spieltelegramm | 5′ Kamber 19′ Silvio 55′ Frontino | Stadion Brügglifeld, Suhr Zuschauer: 3'329 Schiedsrichter: Schnyder |

| 15. April 2017, 17:45 Uhr 28. Runde | FC Winterthur                                | 4:1            | FC Le Mont-sur-Lausanne | Stadion Schützenwiese, Winterthur Zuschauer: 2'700 Schiedsrichter: Tschudi |
| 15. April 2017, 17:45 Uhr 28. Runde | Frontino 15′ Silvio 74′ Sliskovic 86′, 90+3′ | Spieltelegramm | 89′ Kilezi              | Stadion Schützenwiese, Winterthur Zuschauer: 2'700 Schiedsrichter: Tschudi |

| 22. April 2017, 19:00 Uhr 29. Runde | Servette FC Genève      | 2:3            | FC Winterthur        | Stade de Genève, Lancy Zuschauer: 2 045 Schiedsrichter: Erlachner |
| 22. April 2017, 19:00 Uhr 29. Runde | Cespedes 1′ Maouche 29′ | Spieltelegramm | 18′, 39′, 72′ Silvio | Stade de Genève, Lancy Zuschauer: 2 045 Schiedsrichter: Erlachner |

| 29. April 2017, 17:35 Uhr 30. Runde | FC Winterthur             | 3:2            | FC Aarau                   | Stadion Schützenwiese, Winterthur Zuschauer: 3'900 Schiedsrichter: Fähndrich |
| 29. April 2017, 17:35 Uhr 30. Runde | Kamber 8′, 70′ Silvio 25′ | Spieltelegramm | 19′ Rossini 51′ Ciarrocchi | Stadion Schützenwiese, Winterthur Zuschauer: 3'900 Schiedsrichter: Fähndrich |

| 7. Mai 2017, 15:00 Uhr 31. Runde | FC Wohlen              | 2:1            | FC Winterthur | Niedermatten, Wohlen Zuschauer: 863 Schiedsrichter: Klossner |
| 7. Mai 2017, 15:00 Uhr 31. Runde | Pagliuca 56′ Tadic 59′ | Spieltelegramm | 76′ Sliskovic | Niedermatten, Wohlen Zuschauer: 863 Schiedsrichter: Klossner |

| 13. Mai 2017, 17:45 Uhr 32. Runde | FC Winterthur | 0:3            | FC Zürich                      | Stadion Schützenwiese, Winterthur Zuschauer: 9'200 Schiedsrichter: Schärer |
| 13. Mai 2017, 17:45 Uhr 32. Runde |               | Spieltelegramm | 2′ Koné 58′ Buff 90+1′ Dwamena | Stadion Schützenwiese, Winterthur Zuschauer: 9'200 Schiedsrichter: Schärer |

| 17. Mai 2017, 19:45 Uhr 33. Runde | FC Wil | 0:1            | FC Winterthur | IGP Arena, Wil Zuschauer: 820 Schiedsrichter: Fähndrich |
| 17. Mai 2017, 19:45 Uhr 33. Runde |        | Spieltelegramm | 37′ Cani      | IGP Arena, Wil Zuschauer: 820 Schiedsrichter: Fähndrich |

| 21. Mai 2017, 15:00 Uhr 34. Runde | FC Winterthur | 1:3            | FC Schaffhausen                  | Stadion Schützenwiese, Winterthur Zuschauer: 2'900 Schiedsrichter: Erlachner |
| 21. Mai 2017, 15:00 Uhr 34. Runde | Radice 79′    | Spieltelegramm | 8′ Demhasaj 83′ Bunjaku 88′ Lang | Stadion Schützenwiese, Winterthur Zuschauer: 2'900 Schiedsrichter: Erlachner |

| 27. Mai 2017, 19:00 Uhr 35. Runde | Neuchâtel Xamax                        | 4:1            | FC Winterthur | Niedermatten, Wohlen Zuschauer: 1'866 Schiedsrichter: Cibelli |
| 27. Mai 2017, 19:00 Uhr 35. Runde | Karlen 3′, 74′ Teixeira 17′ Veloso 82′ | Spieltelegramm | 78′ Silvio    | Niedermatten, Wohlen Zuschauer: 1'866 Schiedsrichter: Cibelli |

| 3. Juni 2017, 17:45 Uhr 36. Runde | FC Winterthur                                 | 3:1            | FC Chiasso | Stadion Schützenwiese, Winterthur Zuschauer: 2'000 Schiedsrichter: al-Marri |
| 3. Juni 2017, 17:45 Uhr 36. Runde | Silvio 52′ Avanzini 61′ Schuler 87′ (Penalty) | Spieltelegramm | 64′ Gui    | Stadion Schützenwiese, Winterthur Zuschauer: 2'000 Schiedsrichter: al-Marri |

### Schweizer Cup
| 13. August 2016, 17:30 Uhr 1. Runde | Yverdon Sport FC | 1:4            | FC Winterthur                                | Municipal, Yverdon-les-Bains Zuschauer: 400 Schiedsrichter: Brunner |
| 13. August 2016, 17:30 Uhr 1. Runde | Gauthier 23′     | Spieltelegramm | 2′ Dessarzin 15′, 90+3′ Silvio 82′ M. Sutter | Municipal, Yverdon-les-Bains Zuschauer: 400 Schiedsrichter: Brunner |

| 17. September 2016, 16:00 Uhr 2. Runde | FC Stade Lausanne-Ouchy | 0:3            | FC Winterthur                      | Centre sportif de Vidy, Lausanne Zuschauer: 450 Schiedsrichter: Dudic |
| 17. September 2016, 16:00 Uhr 2. Runde |                         | Spieltelegramm | 36′ Dessarzin 77′, 90+2′ M. Sutter | Centre sportif de Vidy, Lausanne Zuschauer: 450 Schiedsrichter: Dudic |

| 26. Oktober 2016, 20:15 Uhr Achtelfinal | FC Winterthur              | 2:1            | FC Chiasso | Stadion Schützenwiese, Winterthur Zuschauer: 2'100 Schiedsrichter: Schnyder |
| 26. Oktober 2016, 20:15 Uhr Achtelfinal | Ljubicic 66′ Dessarzin 69′ | Spieltelegramm | 9′ Padula  | Stadion Schützenwiese, Winterthur Zuschauer: 2'100 Schiedsrichter: Schnyder |

| 1. März 2017, 19:30 Uhr Viertelfinal | BSC Young Boys                                 | 2:2 (3:5 n. P.) | FC Winterthur                                                | Stade de Suisse, Bern Zuschauer: 9'462 Schiedsrichter: Pache |
| 1. März 2017, 19:30 Uhr Viertelfinal | Hoarau 8′ Bertone 39′ Hoarau Ravet Frey Sanogo | Spieltelegramm  | 61′ Silvio 66′ Sutter Di Gregorio Cani Schuler Sutter Silvio | Stade de Suisse, Bern Zuschauer: 9'462 Schiedsrichter: Pache |

| 5. April 2016, 18:45 Uhr Halbfinal | FC Winterthur | 1:3            | FC Basel                                        | Stadion Schützenwiese, Winterthur Zuschauer: 9'400 (ausverkauft) Schiedsrichter: Amhof |
| 5. April 2016, 18:45 Uhr Halbfinal | Cani 88′      | Spieltelegramm | 54′ (Penalty) Delgado 85′ Akanji 90+4′ Fransson | Stadion Schützenwiese, Winterthur Zuschauer: 9'400 (ausverkauft) Schiedsrichter: Amhof |

## Statistik

### Teamstatistik
| Wettbewerb       | Punkte | daheim | daheim | daheim | daheim | daheim | auswärts | auswärts | auswärts | auswärts | auswärts | Total | Total | Total | Total | Total | Tordifferenz |
| Wettbewerb       | Punkte | Sp     | G      | U      | N      | TV     | Sp       | G        | U        | N        | TV       | Sp    | G     | U     | N     | TV    | Tordifferenz |
| ---------------- | ------ | ------ | ------ | ------ | ------ | ------ | -------- | -------- | -------- | -------- | -------- | ----- | ----- | ----- | ----- | ----- | ------------ |
| Challenge League | 41     | 18     | 7      | 3      | 8      | 24:26  | 18       | 4        | 5        | 9        | 21:36    | 36    | 11    | 8     | 17    | 45:62 | −17          |
| Schweizer Cup    | –      | 2      | 1      | 0      | 1      | 3:4    | 3        | 2        | 1        | 0        | 9:3      | 5     | 3     | 1     | 1     | 12:7  | +5           |
| Total            | 41     | 20     | 8      | 3      | 9      | 27:30  | 21       | 6        | 6        | 9        | 30:39    | 41    | 14    | 9     | 18    | 57:69 | −12          |

Stand: Saisonende

### Saisonverlauf
| Spieltag | 1 | 2 | 3 | 4 | 5 | 6 | 7 | 8 | 9 | 10 | 11 | 12 | 13 | 14 | 15 | 16 | 17 | 18 | 19 | 20 | 21 | 22 | 23 | 24 | 25 | 26 | 27 | 28 | 29 | 30 | 31 | 32 | 33 | 34 | 35 | 36 |
| -------- | - | - | - | - | - | - | - | - | - | -- | -- | -- | -- | -- | -- | -- | -- | -- | -- | -- | -- | -- | -- | -- | -- | -- | -- | -- | -- | -- | -- | -- | -- | -- | -- | -- |
| Spielort | A | H | A | H | H | A | H | A | H | A  | H  | A  | A  | H  | A  | H  | A  | H  | A  | H  | H  | A  | A  | H  | A  | H  | A  | H  | A  | H  | A  | H  | A  | H  | A  | H  |
| Resultat | N | N | S | N | S | U | S | U | S | N  | U  | N  | U  | U  | N  | N  | U  | N  | N  | N  | S  | N  | N  | N  | U  | U  | S  | S  | S  | S  | N  | N  | S  | N  | N  | S  |
| Platz    | 9 | 9 | 7 | 7 | 5 | 6 | 4 | 5 | 5 | 5  | 5  | 5  | 7  | 7  | 7  | 8  | 8  | 8  | 9  | 9  | 8  | 9  | 10 | 10 | 10 | 10 | 10 | 7  | 6  | 6  | 6  | 7  | 6  | 6  | 7  | 6  |

Quelle: FC Winterthur – Spielkalender. Swiss Football League, abgerufen am 8. Juni 2017.
Legende: Spielort: H = Heim; A = Auswärts. Resultat: S = Sieg; U = Unentschieden; N = Niederlage

### Spielerstatistik
Spieler in kursiv haben den Verein in der Winterpause verlassen oder wurden erst dann verpflichtet.
| Spieler             | Challenge League | Challenge League | Challenge League | Challenge League | Schweizer Cup | Schweizer Cup | Schweizer Cup | Schweizer Cup | Total    | Total | Total       | Total      |
| Spieler             | Einsätze         | Tore             | Gelbe Karte      | Rote Karte       | Einsätze      | Tore          | Gelbe Karte   | Rote Karte    | Einsätze | Tore  | Gelbe Karte | Rote Karte |
| ------------------- | ---------------- | ---------------- | ---------------- | ---------------- | ------------- | ------------- | ------------- | ------------- | -------- | ----- | ----------- | ---------- |
| Michel Avanzini     | 25               | 1                | 8                | 0                | 2             | 0             | 1             | 0             | 27       | 1     | 9           | 0          |
| Yannick Bünzli      | 0                | 0                | 0                | 0                | 0             | 0             | 0             | 0             | 0        | 0     | 0           | 0          |
| Gianluca Calbucci   | 0                | 0                | 0                | 0                | 0             | 0             | 0             | 0             | 0        | 0     | 0           | 0          |
| Arxhend Cani        | 8                | 1                | 3                | 0                | 2             | 1             | 0             | 0             | 10       | 2     | 3           | 0          |
| Gianluca D’Angelo   | 7                | 0                | 2                | 0                | 0             | 0             | 0             | 0             | 7        | 0     | 2           | 0          |
| Romain Dessarzin    | 26               | 1                | 3                | 0                | 3             | 3             | 1             | 0             | 29       | 4     | 4           | 0          |
| Leandro Di Gregorio | 33               | 0                | 1                | 0                | 4             | 0             | 1             | 0             | 37       | 0     | 2           | 0          |
| Gianluca Frontino   | 12               | 2                | 3                | 0                | 1             | 0             | 0             | 0             | 13       | 2     | 3           | 0          |
| Karim Gazzetta      | 13               | 0                | 4                | 0                | 2             | 0             | 2             | 0             | 15       | 0     | 6           | 0          |
| Zlatko Hebib        | 14               | 0                | 3                | 0                | 1             | 0             | 1             | 0             | 15       | 0     | 4           | 0          |
| Robin Kamber        | 27               | 5                | 8                | 0                | 4             | 0             | 0             | 0             | 31       | 5     | 8           | 0          |
| Guillaume Katz      | 29               | 1                | 8                | 1                | 4             | 0             | 2             | 0             | 33       | 1     | 10          | 1          |
| Tiziano Lanza       | 22               | 0                | 5                | 0                | 2             | 1             | 1             | 0             | 24       | 1     | 6           | 0          |
| Krešo Ljubičić      | 22               | 0                | 5                | 0                | 2             | 1             | 1             | 0             | 24       | 1     | 6           | 0          |
| Marco Mangold       | 9                | 1                | 5                | 0                | 4             | 0             | 0             | 0             | 13       | 1     | 5           | 0          |
| Matthias Minder     | 4                | 0                | 0                | 0                | 5             | 0             | 1             | 0             | 9        | 0     | 1           | 0          |
| Jordi Nsiala        | 15               | 0                | 1                | 0                | 2             | 0             | 0             | 0             | 17       | 0     | 1           | 0          |
| Luca Radice         | 35               | 4                | 2                | 0                | 5             | 0             | 1             | 0             | 40       | 4     | 3           | 0          |
| Rafhinha            | 3                | 0                | 0                | 0                | 0             | 0             | 0             | 0             | 3        | 0     | 0           | 0          |
| Julian Roth         | 12               | 0                | 2                | 1                | 1             | 0             | 0             | 0             | 13       | 0     | 2           | 1          |
| Daniele Russo       | 18               | 0                | 1                | 0                | 2             | 0             | 2             | 0             | 20       | 0     | 3           | 0          |
| Tobias Schättin     | 22               | 0                | 3                | 0                | 5             | 0             | 0             | 0             | 27       | 0     | 3           | 0          |
| Marc Schmid         | 0                | 0                | 0                | 0                | 0             | 0             | 0             | 0             | 0        | 0     | 0           | 0          |
| Patrik Schuler      | 14               | 1                | 4                | 0                | 3             | 0             | 1             | 0             | 17       | 1     | 5           | 0          |
| Silvio              | 33               | 16               | 4                | 0                | 5             | 3             | 0             | 0             | 38       | 19    | 4           | 0          |
| Luka Sliskovic      | 26               | 5                | 5                | 0                | 5             | 0             | 0             | 0             | 31       | 5     | 5           | 0          |
| Sandro Stalder      | 1                | 0                | 0                | 0                | 0             | 0             | 0             | 0             | 1        | 0     | 0           | 0          |
| Manuel Sutter       | 29               | 5                | 4                | 0                | 5             | 4             | 0             | 0             | 34       | 9     | 4           | 0          |
| Nicola Sutter       | 11               | 0                | 3                | 0                | 2             | 0             | 1             | 0             | 13       | 0     | 4           | 0          |
| Marco Trachsler     | 6                | 0                | 0                | 0                | 0             | 0             | 0             | 0             | 6        | 0     | 0           | 0          |
| David von Ballmoos  | 32               | 0                | 4                | 0                | 0             | 0             | 0             | 0             | 32       | 0     | 4           | 0          |
| Joël Zimmerli       | 0                | 0                | 0                | 0                | 0             | 0             | 0             | 0             | 0        | 0     | 0           | 0          |

Stand: Saisonende